# Kanadská ragbyová reprezentace
Kanadská ragbyová reprezentace reprezentuje Kanadu na turnajích rugby union. Zúčastnili se všech MS v ragby v období od roku 1987 do roku 2019. Největším úspěchem reprezentantů Kanady je čtvrtfinálová účast na MS 1991, kde ve čtvrtfinále podlehli 13:29 Novému Zélandu. V zbylých případech skončil tým ze Severní Ameriky ve skupinové fázi. K 23. 10. 2023 byli na 23. místě ve světovém žebříčku.